# 참굴큰입흡충
참굴큰입흡충은 사람몸에 기생하는 기생충으로서, 흡충의 일종이다. 자연산 생굴이나 조개류, 새를 먹어서 발생하며, 한국 남해안 지역의 바닷가에서 임상사례가 보고되었다. 서울대학교 의과대학 기생충학 교실에서 처음 발견하여 이름 붙여졌으며, 2006년 경남 하동군에서 발견된 미라의 장 내용물에서도 참굴큰입흡충이 발견되었다. 병원성은 매우 작다.

## 참고 문헌
- Lee,S.H.,Chai,J.Y. A review of Gymnophalloides seoi (Digenea: Gymnophallidae) and human infections in the Republic of Korea. Korean J Parasitol., 2001;39(2):85-118.